# 及字泡
及字泡是一个位于中国吉林省乾安县的湖泊，面积约为2.4平方千米，平均水深约为1米。